# Denar macedonio
El denar (en macedonio денар, transcrito denar) es la divisa oficial de Macedonia del Norte. Se subdivide en 100 deni (дени). El código ISO 4217 es MKD y su abreviatura común Den.
El denar macedonio estaba ligado al marco alemán y actualmente está ligado al euro. Por ello, su tasa de cambio se mantiene estable en torno a los 61 denares macedonios por 1 euro.

## Historia
El gobierno macedonio decidió recuperar para la nueva unidad monetaria del país el nombre de una moneda histórica macedonia. Efectivamente, el denar (nombre derivado del denario romano) era el nombre que recibieron un buen número de monedas desde la Edad Media, como los antiguos dinares macedonio, húngaro o croata.
La moneda se introdujo el 26 de abril de 1992 y en aquella época era equivalente al dinar convertible yugoslavo (YUN). El 5 de mayo de 1993 se reformó la moneda, y un nuevo denar (MKD) equivalía a 100 de los antiguos (MKN). Es emitida por el Banco Nacional de la República de Macedonia del Norte (Народна банка на Република Северна Македонија, Narodna Banka na Republika Severna Makedonija).

## Monedas
Las monedas que se encuentran en circulación corresponden a los valores siguientes:
| Imagen | Facial     | Circula desde | Metal             | Forma    | Canto | Diámetro | Peso   | Anverso                  | Reverso                      |
| ------ | ---------- | ------------- | ----------------- | -------- | ----- | -------- | ------ | ------------------------ | ---------------------------- |
|        | 1 denar    | 1993          | Latón             | Circular | Liso  | 23,80 mm | 5,10 g | Perro pastor Šarplaninac | Valor facial y rayos solares |
|        | 2 denares  | 1993          | Latón             | Circular | Liso  | 25,50 mm | 6,20 g | Trucha de Ohrid          | Valor facial y rayos solares |
|        | 5 denares  | 1992          | Latón             | Circular | Liso  | 27,50 mm | 7,20 g | Lince                    | Valor facial y rayos solares |
|        | 10 denares | 2008          | Cupro-Níquel-Zinc | Circular | Liso  | 24,50 mm | 6,60 g | Pavo real                | Valor facial y rayos solares |
|        | 50 denares | 2008          | Cupro-Níquel-Zinc | Circular | Liso  | 26,5 mm  | 7,7 mm | Arcángel Gabriel         | Valor facial y rayos solares |

### Moneda fuera de curso
La moneda de 50 deni, que circulaba desde 1993, perdió validez legal el 31 de marzo de 2013 y su demonetización se hizo efectiva ese mismo año. El motivo de esta decisión fue la escasa circulación de las piezas con esta denominación.
| Facial  | Período de circulación | Metal | Forma    | Canto | Diámetro | Peso   | Anverso | Reverso                      |
| ------- | ---------------------- | ----- | -------- | ----- | -------- | ------ | ------- | ---------------------------- |
| 50 deni | 1993-2013              | Latón | Circular | Liso  | 21,5 mm  | 4,10 g | Gaviota | Valor facial y rayos solares |

## Billetes
Los billetes en circulación oficial (serie de 1996) se describen a continuación:
- 10 MKD
  - Tonalidad: violeta y amarillo
  - Anverso: torso de la diosa egipcia Isis del siglo II a. C.
  - Reverso: un mosaico de la Basílica de Stobi (siglo V) que representa un pavo real

- 50 MKD
  - Tonalidad: ocre y azul
  - Anverso: moneda de cobre del periodo del Emperador Anastasio I y arco de la iglesia de San Panteleimon en Gomo Nerezi, Skopie
  - Reverso: el arcángel Gabriel en un fresco de la iglesia de San Jorge en Kurbinovo (lago Prespa)

- 100 MKD
  - Tonalidad: violeta y marrón
  - Anverso: detalle del rosetón de un techo en una vivienda típica de Debar
  - Reverso: el grabado "Skopje" del neerlandés Jacobus Harevin visto desde una ventana típica albanesa

- 200 MKD
  - Tonalidad: verde y naranja
  - Anverso: Fíbula de bronce de la Alta Edad Media (encontrada cerca de la ciudad de Prilep]]), relieve del Antiguo Testamento
  - Reverso: elemento artístico de la fachada frontal de la Šarena Džamija (Mezquita decorada), símbolo del período otomano en Macedonia del Norte.

- 500 MKD
  - Tonalidad: naranja, rojo y verde olivo
  - Anverso: máscara de oro del siglo VI a. C. hallada en Trebenista, Ohrid
  - Reverso: flor de amapola

- 1000 MKD
  - Tonalidad: marrón y púrpura
  - Anverso: icono de la Virgen Episkepsis con el niño Jesús (siglo XIV) en la iglesia de Santa Sofía en Ohrid
  - Reverso: detalle de la iglesia de Santa Sofía en Ohrid